# Cosmesus minusculus
Cosmesus minusculus is een keversoort uit de familie kniptorren (Elateridae). De wetenschappelijke naam van de soort is voor het eerst geldig gepubliceerd in 1904 door Schwarz.